# Dipoena eatoni
Dipoena eatoni là một loài nhện trong họ Theridiidae.
Loài này thuộc chi Dipoena. Dipoena eatoni được Arthur Merton Chickering miêu tả năm 1943.